# Sorigny
Sorigny est une commune française située dans le département d'Indre-et-Loire, en région Centre-Val de Loire. Elle compte près de 2 500 habitants en 2015 et fait partie de la communauté de communes Touraine Vallée de l'Indre.

## Géographie

### Localisation
| Monts       | Montbazon                    | Veigne        |
| Thilouze    | Sorigny                      | Saint-Branchs |
| Villeperdue | Sainte-Catherine-de-Fierbois | Louans        |

### Hydrographie

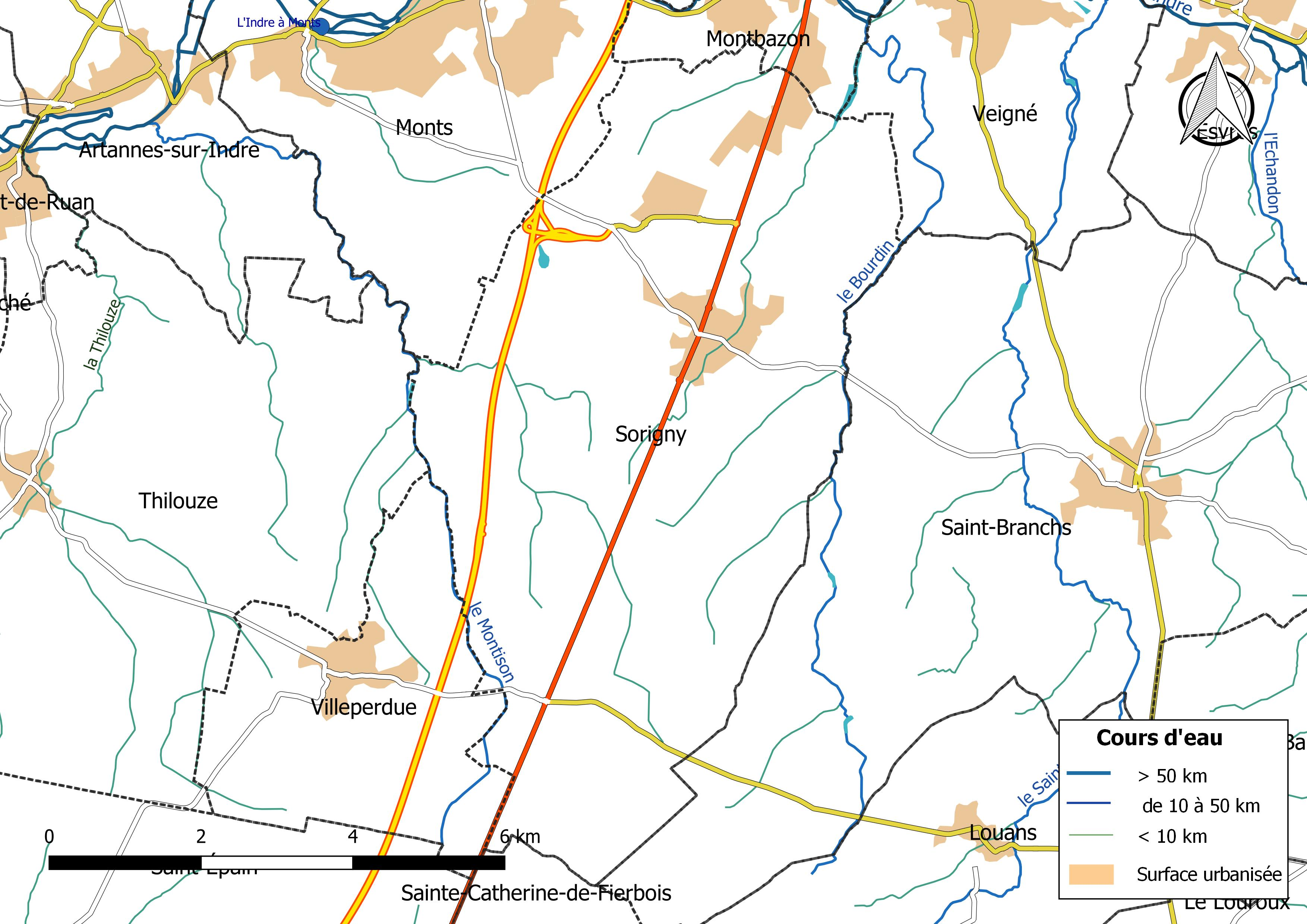
Réseau hydrographique de Sorigny.

Le réseau hydrographique communal, d'une longueur totale de 31,09 km, comprend deux cours d'eau notables, le Bourdin (3,075 km) et le Montison (2,731 km), et dix petits cours d'eau pour certains temporaires,.
Le Bourdin, d'une longueur totale de 14,8 km, prend sa source dans la commune de Louans et se jette dans l'Indre à Veigné, après avoir traversé 5 communes. 
Sur le plan piscicole, le Bourdin est classé en deuxième catégorie piscicole. Le groupe biologique dominant est constitué essentiellement de poissons blancs (cyprinidés) et de carnassiers (brochet, sandre et perche).
Le Montison, d'une longueur totale de 14,1 km, prend sa source dans la commune de Villeperdue et se jette dans l'Indre à Artannes-sur-Indre, après avoir traversé 5 communes. 
Sur le plan piscicole, le Montison est également classé en deuxième catégorie piscicole.
Cinq zones humides ont été répertoriées sur la commune par la direction départementale des territoires (DDT) et le conseil départemental d'Indre-et-Loire : « les mares de Nétilly », « Les Marécages », « la vallée du Ruisseau du Bourdin », « la vallée du Bois de Longue Plaine » et « l'étang du Château de Longue Plaine »,.

### Voies de communication et transports
Géré par la région Centre-Val de Loire et exploité par Transdev Touraine, le réseau Rémi, Réseau de Mobilité Interurbaine assure via les lignes G, H, H1 et H2 la liaison entre Tours et Sorigny.

### Climat
Pour des articles plus généraux, voir Climat du Centre-Val de Loire et Climat d'Indre-et-Loire.
En 2010, le climat de la commune est de type climat océanique dégradé des plaines du Centre et du Nord, selon une étude du CNRS s'appuyant sur une série de données couvrant la période 1971-2000. En 2020, Météo-France publie une typologie des climats de la France métropolitaine dans laquelle la commune est exposée à un climat océanique altéré et est dans la région climatique  Moyenne vallée de la Loire, caractérisée par une bonne insolation (1 850 h/an) et un été peu pluvieux. 
Pour la période 1971-2000, la température annuelle moyenne est de 11,2 °C, avec une amplitude thermique annuelle de 15,1 °C. Le cumul annuel moyen de précipitations est de 682 mm, avec 11,1 jours de précipitations en janvier et 6,6 jours en juillet. Pour la période 1991-2020, la température moyenne annuelle observée sur la station météorologique de Météo-France la plus proche, sur la commune de Saint-Épain à 16 km à vol d'oiseau, est de 12,3 °C et le cumul annuel moyen de précipitations est de 745,6 mm,. Pour l'avenir, les paramètres climatiques de la commune estimés pour 2050 selon différents scénarios d'émission de gaz à effet de serre sont consultables sur un site dédié publié par Météo-France en novembre 2022.

## Urbanisme

### Typologie
Au 1er janvier 2024, Sorigny est catégorisée bourg rural, selon la nouvelle grille communale de densité à sept niveaux définie par l'Insee en 2022.
Elle appartient à l'unité urbaine de Monts, une agglomération intra-départementale regroupant quatre  communes, dont elle est une commune de la banlieue,,. Par ailleurs la commune fait partie de l'aire d'attraction de Tours, dont elle est une commune de la couronne,. Cette aire, qui regroupe 162 communes, est catégorisée dans les aires de 200 000 à moins de 700 000 habitants,.

### Occupation des sols
L'occupation des sols de la commune, telle qu'elle ressort de la base de données européenne d’occupation biophysique des sols Corine Land Cover (CLC), est marquée par l'importance des territoires agricoles (80,3 % en 2018), en diminution par rapport à 1990 (86,1 %). La répartition détaillée en 2018 est la suivante : 
terres arables (64,4 %), prairies (10,3 %), forêts (10,2 %), zones industrielles ou commerciales et réseaux de communication (6,7 %), zones agricoles hétérogènes (4,4 %), zones urbanisées (2,8 %), cultures permanentes (1,2 %). L'évolution de l’occupation des sols de la commune et de ses infrastructures peut être observée sur les différentes représentations cartographiques du territoire : la carte de Cassini (XVIIIe siècle), la carte d'état-major (1820-1866) et les cartes ou photos aériennes de l'IGN pour la période actuelle (1950 à aujourd'hui).

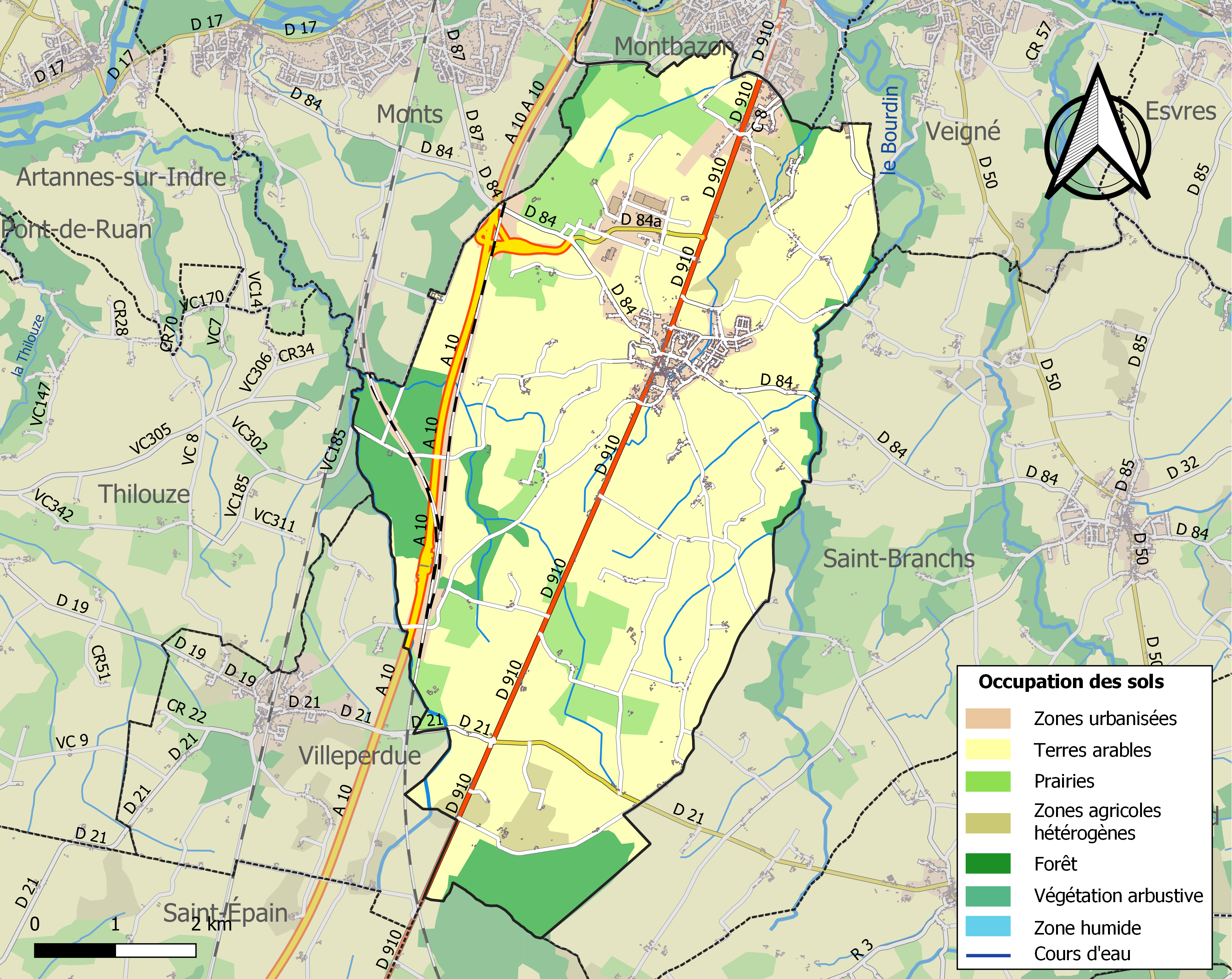
Carte des infrastructures et de l'occupation des sols de la commune en 2018 (CLC).

### Risques majeurs
Le territoire de la commune de Sorigny est vulnérable à différents aléas naturels : météorologiques (tempête, orage, neige, grand froid, canicule ou sécheresse) et séisme (sismicité faible). Un site publié par le BRGM permet d'évaluer simplement et rapidement les risques d'un bien localisé soit par son adresse soit par le numéro de sa parcelle.

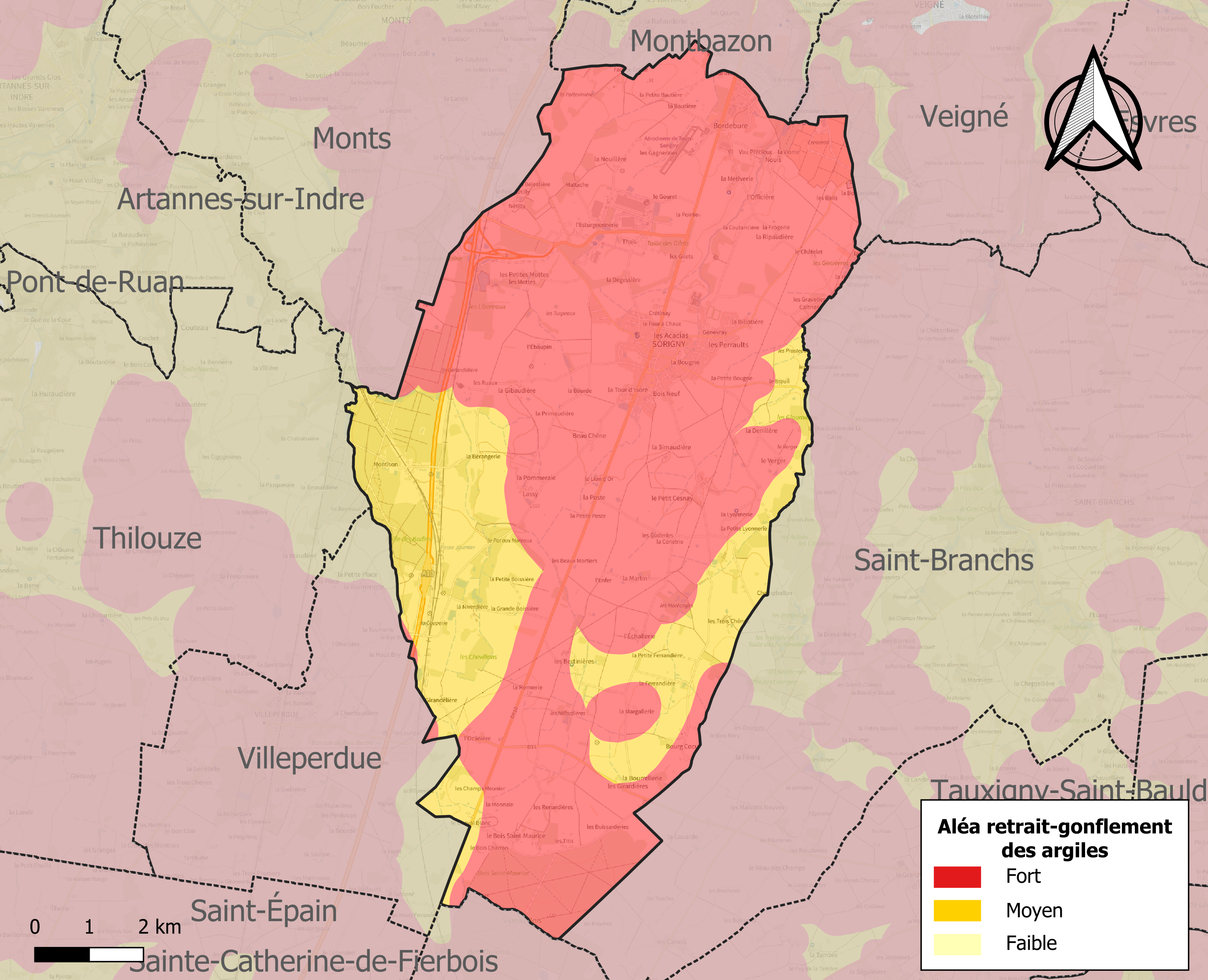
Carte des zones d'aléa retrait-gonflement des sols argileux de Sorigny.

Le retrait-gonflement des sols argileux est susceptible d'engendrer des dommages importants aux bâtiments en cas d’alternance de périodes de sécheresse et de pluie. La totalité de la commune est en aléa moyen ou fort (90,2 % au niveau départemental et 48,5 % au niveau national). Sur les 1 052 bâtiments dénombrés sur la commune en 2019, 1052 sont en aléa moyen ou fort, soit 100 %, à comparer aux 91 % au niveau départemental et 54 % au niveau national. Une cartographie de l'exposition du territoire national au retrait gonflement des sols argileux est disponible sur le site du BRGM,.
Concernant les mouvements de terrains, la commune a été reconnue en état de catastrophe naturelle au titre des dommages causés par la sécheresse en 1989, 1990, 1995, 1996, 2003, 2005 et 2019 et par des mouvements de terrain en 1999.

## Toponymie
Bas latin Surinacus. Gentilice Surinus, traité comme Surinius et suffixe *ACU.
Le lieu est attesté sous les formes : Parroisse de Sorigné, 3 septembre 1358 (Cartulaire de l’archevêché de Tours, t. 2, p. 138, charte 237) ; Sorigné, 3 septembre 1358 (Cartulaire de l’archevêché de Tours, t. 2, p. 141, charte 237) ; In parochia de Sorigneio, XIVe siècle. (Cartulaire de l’archevêché de Tours, t. 1, p. 310, charte 149) ; Sorigny, XVIIIe siècle. (carte de Cassini).
Par délibération du conseil municipal de Sorigny du 9 mars 1951, approuvée par arrêté du préfet du 5 décembre 1951, l’anomalie qui consistait à faire traverser le château de Longue Plaine par la limite avec Monts fut abolie ; cette dernière suit maintenant le chemin rural, plaçant le château en entier sur le territoire de Sorigny.

## Histoire
Paroisse confirmée en mars 1031 par une charte de Robert le Pieux.
Aumônerie au XIIIe siècle des seigneurs de Montbazon.
Divisé autrefois en deux fiefs : la prévôté appartenant au chapitre de la cathédrale de Tours, et la tour de Sorigny relevant du baron de La Haye (Descartes).

## Héraldique
| Blason de Sorigny | Les armes de Sorigny se blasonnent ainsi : D'argent aux deux fasces d'azur surmontées de deux coquilles de sinople, à la tour crénelée de quatre pièces de gueules ouverte du champ avec une herse de sable cloutée d'or, maçonnée aussi de sable, brochant sur le tout, posée sur une terrasse aussi de sinople, ladite tour chargée d'un écusson de gueules à la croix pattée d'argent. |

## Économie
En 2018, la ville espère l'implantation d'un « villages des marques » sur 20 hectares de son territoire, à proximité de l'autoroute A10. Il devrait contenir plus d'une centaine d'enseignes et générer, selon une étude de la Chambre de commerce et d’industrie de l’Aube, 500 emplois et deux millions de visiteurs par an. Le projet est critiqué notamment à Tours, qui craint un fort impact sur les commerces existants, la métropole de Tours se prononçant notamment contre. De plus, les écologistes dénoncent la dépendance du projet à l'automobile, une nouvelle occupation de sols et des émissions induites de gaz à effet de serre de 53 000 tonnes par an. Un propos qui ne prend toutefois pas en compte que le projet désire s'installer sur des terrains destinés à la construction.

## Politique et administration

### Tendances politiques et résultats
| Scrutin             | Scrutin             | 1er tour | 1er tour | 1er tour | 1er tour | 1er tour | 1er tour | 1er tour | 1er tour | 1er tour | 1er tour | 1er tour  | 1er tour | 2d tour | 2d tour | 2d tour | 2d tour | 2d tour | 2d tour |
| Scrutin             | Scrutin             | 1er      | 1er      | %        | 2e       | 2e       | %        | 3e       | 3e       | %        | 4e       | 4e        | %        | 1er     | 1er     | %       | 2e      | 2e      | %       |
| ------------------- | ------------------- | -------- | -------- | -------- | -------- | -------- | -------- | -------- | -------- | -------- | -------- | --------- | -------- | ------- | ------- | ------- | ------- | ------- | ------- |
| Présidentielle 2017 | Présidentielle 2017 |          | EM       | 23,97    |          | RN       | 21,61    |          | LR       | 20,53    |          | LFI       | 16,54    |         | EM      | 64,45   |         | RN      | 35,55   |
| Présidentielle 2022 | Présidentielle 2022 |          | EM       | 34,07    |          | RN       | 26,67    |          | LFI      | 15,38    |          | LR        | 4,28     |         | EM      | 58,47   |         | RN      | 41,53   |
| Législatives 2022   | 3e                  |          | HOR-Ens  | 28,09    |          | RN       | 25,86    |          | UDI      | 18,36    |          | LFI-Nupes | 17,85    |         | HOR     | 60,80   |         | LFI     | 39,20   |
| Législatives 2024   | 3e                  |          | LR-RN    | 39,06    |          | HOR-Ens  | 32,61    |          | LFI-NFP  | 17,95    |          | DVD       | 3,72     |         | HOR     | 56,55   |         | LR-RN   | 43,45   |

### Liste des maires
| Période                                  | Période  | Identité         | Étiquette           | Qualité                                                                             |
| ---------------------------------------- | -------- | ---------------- | ------------------- | ----------------------------------------------------------------------------------- |
| 1977                                     | 2001     | Gilbert Trottier |                     | Directeur d'un centre de formation d'apprentis en mécanique agricole, puis retraité |
| 2001                                     | 2008     | Pierre Palat     | PS                  |                                                                                     |
| 2008                                     | En cours | Alain Esnault    | UMP ➞ LR ➞ Horizons | Retraité, Président de la Communauté de Communes jusqu'en juillet 2020              |
| Les données manquantes sont à compléter. |          |                  |                     |                                                                                     |

La commune appartient à la communauté de communes Touraine Vallée de l'Indre .

### Politique environnementale
Dans son palmarès 2016, le Conseil National des Villes et Villages Fleuris de France a attribué une fleur à la commune au Concours des villes et villages fleuris.

### Économie de la commune
Évolution de l'endettement (en milliers d’€) :

### Fiscalité
| Taxe                                                | Taux appliqué (part communale) |
| --------------------------------------------------- | ------------------------------ |
| Taxe d'habitation (TH)                              | 13,67 %                        |
| Taxe foncière sur les propriétés bâties (TFPB)      | 19,49 %                        |
| Taxe foncière sur les propriétés non bâties (TFPNB) | 49,94 %                        |

## Population et société

### Démographie
L'évolution du nombre d'habitants est connue à travers les recensements de la population effectués dans la commune depuis 1793. Pour les communes de moins de 10 000 habitants, une enquête de recensement portant sur toute la population est réalisée tous les cinq ans, les populations de référence des années intermédiaires étant quant à elles estimées par interpolation ou extrapolation. Pour la commune, le premier recensement exhaustif entrant dans le cadre du nouveau dispositif a été réalisé en 2007.

En 2022, la commune comptait 2 877 habitants, en évolution de +11,64 % par rapport à 2016 (Indre-et-Loire : +1,67 %, France hors Mayotte : +2,11 %).
| 1793  | 1800  | 1806  | 1821  | 1831  | 1836  | 1841  | 1846  | 1851  |
| ----- | ----- | ----- | ----- | ----- | ----- | ----- | ----- | ----- |
| 1 350 | 1 241 | 1 366 | 1 428 | 1 564 | 1 617 | 1 513 | 1 602 | 1 507 |

| 1856  | 1861  | 1866  | 1872  | 1876  | 1881  | 1886  | 1891  | 1896  |
| ----- | ----- | ----- | ----- | ----- | ----- | ----- | ----- | ----- |
| 1 462 | 1 403 | 1 340 | 1 271 | 1 226 | 1 125 | 1 077 | 1 142 | 1 080 |

| 1901  | 1906  | 1911  | 1921 | 1926  | 1931  | 1936  | 1946  | 1954  |
| ----- | ----- | ----- | ---- | ----- | ----- | ----- | ----- | ----- |
| 1 067 | 1 090 | 1 077 | 994  | 1 072 | 1 084 | 1 105 | 1 168 | 1 227 |

| 1962  | 1968  | 1975  | 1982  | 1990  | 1999  | 2006  | 2007  | 2012  |
| ----- | ----- | ----- | ----- | ----- | ----- | ----- | ----- | ----- |
| 1 178 | 1 256 | 1 313 | 1 520 | 1 637 | 1 923 | 2 091 | 2 105 | 2 354 |

| 2017  | 2022  | - | - | - | - | - | - | - |
| ----- | ----- | - | - | - | - | - | - | - |
| 2 643 | 2 877 | - | - | - | - | - | - | - |

### Enseignement
Sorigny se situe dans l'Académie d'Orléans-Tours (Zone B) et dans la circonscription de Saint Avertin.
L'école maternelle Pierre Petit et l'école élémentaire Jacqueline Auriol accueillent les élèves de la commune.

## Lieux et monuments
Sorigny possède plusieurs monuments :
- L'Église Saint-Pierre-ès-Liens de Sorigny, église romane du XIe siècle, reconstruite en 1866 par Guérin Étienne Charles-Gustave, architecte de la préfecture, des bâtiments diocésains et édifices départementaux. La Cloche de 1745 porte l'inscription : "j'ai été bénite du temps du sieur Pierre Barat, curé. Parrain : M.A.E Pierre Paul Dombarde de Beaulieu, conseiller honoraire du Roy en son grand conseil, seigneur de Montisou et autres lieux. Marraine : Dame Françoise du Boucher, épouse de M.R.E Gilles Anguilles des Ruaux, trésorier de France honoraire au bureau des finances de Soissons, seigneur de Thais et autres lieux." L'église est décoré de vitraux de Lobin
- Les deux fours à chaux du XIXe siècle. (1842 et 1854).
- Le Château de Longue-Plaine XIXe siècle, sauf deux tours des XVe et XVIe siècles. Communs de l'ancien manoir de la Tour-Isoré (au sud-ouest du bourg).
- Le Monument aux Morts de 1914-1918, par le sculpteur Marcel Gaumont et l'architecte Maurice Boille.
- L'Aérodrome de Tours à Sorigny

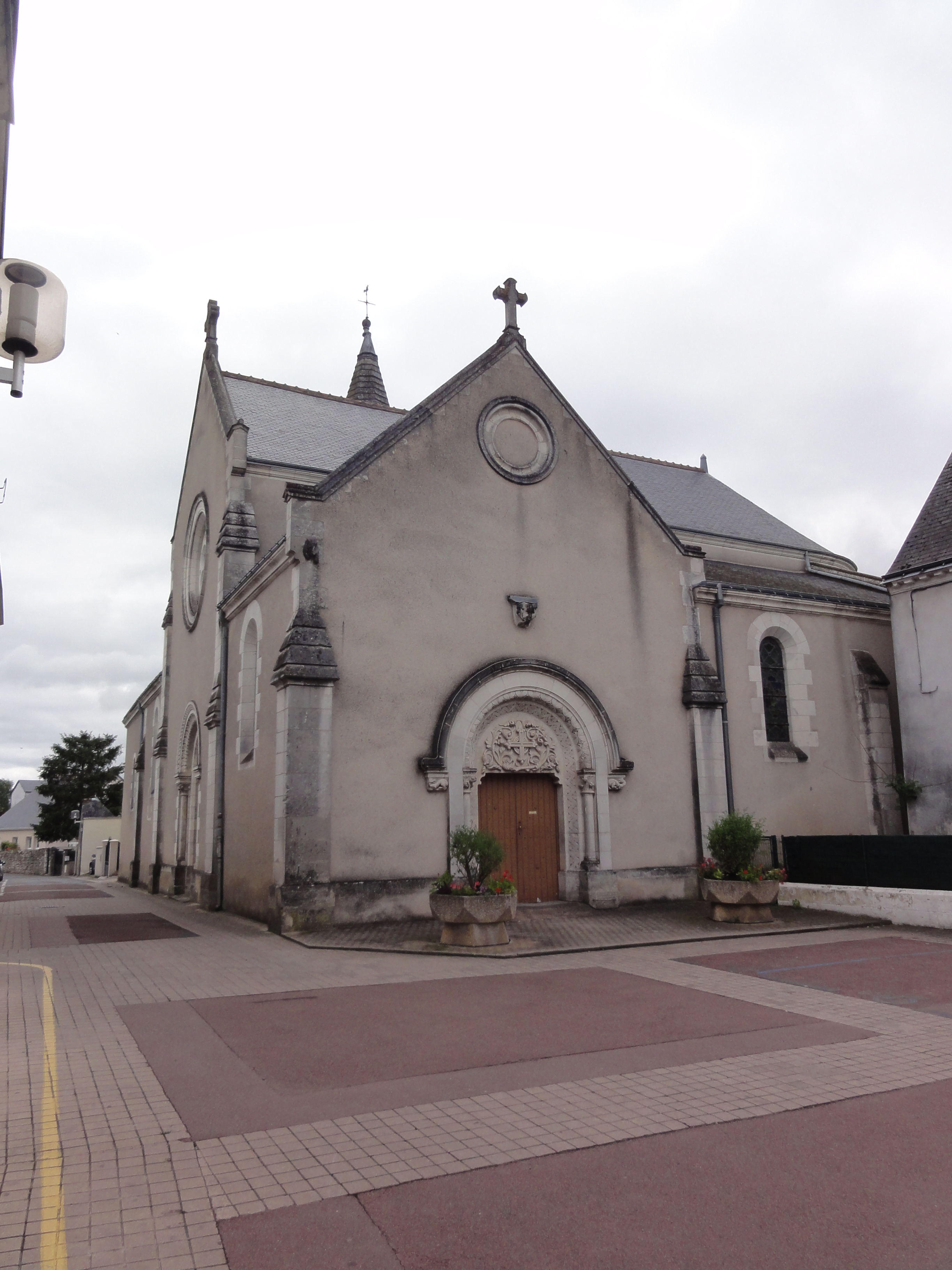
Église Saint-Pierre-ès-Liens.
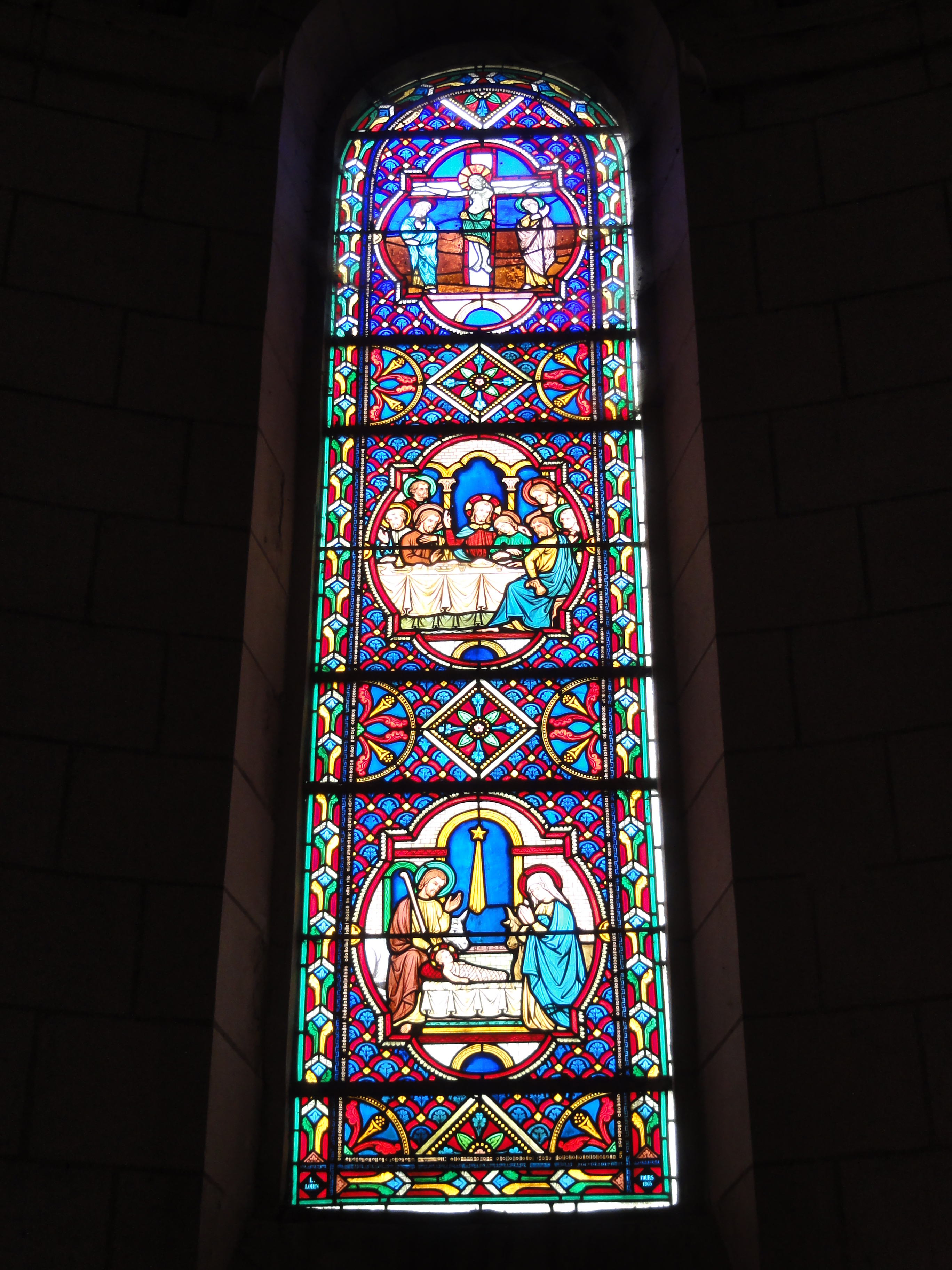
Un des vitraux : la Crèche, la Cène, la Croix.
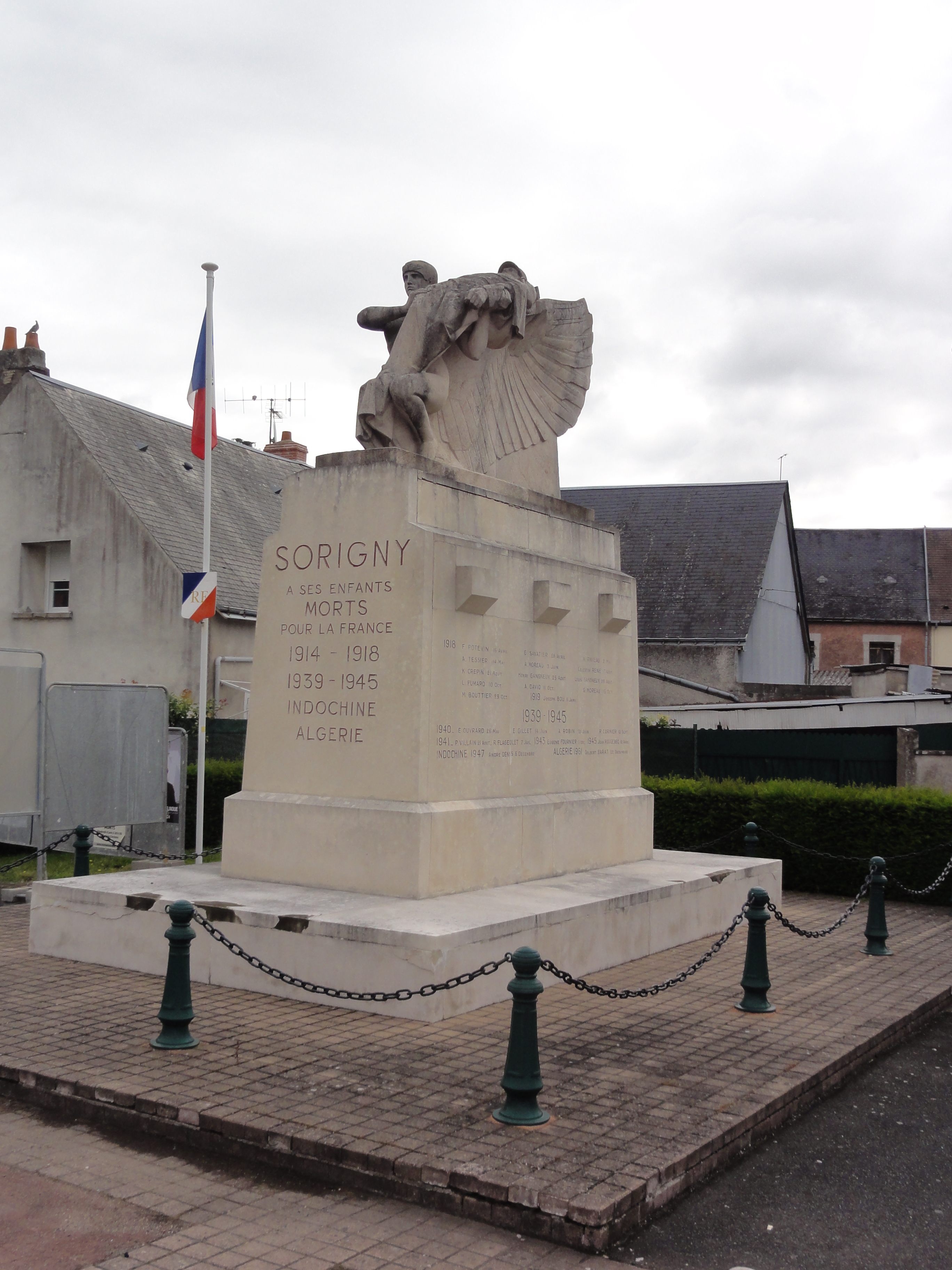
Le monument aux morts.

## Personnalités liées à la commune
- Auguste Proust (1852-1921), homme politique né à Sorigny, maire d’Ugine, député de Savoie.
- Marcel Gaumont (1880-1962), sculpteur, y naquit.
- Le joueur de badminton Julien Redureau y réside. Devenu champion de France en 2007.